# Open Castilla y León 2025 - Doppio
Il doppio maschile del torneo di tennis professionistico Open Castilla y León 2025, facente parte della categoria Challenger 75 nell'ambito dell'ATP Challenger Tour 2025, si è giocato dal 21 al 27 luglio a Segovia, in Spagna. Dan Added e Arthur Reymond erano i detentori del titolo ma solo Reymond aveva scelto di partecipare in coppia con Luca Sanchez.
In finale Matías Soto e Federico Zeballos hanno sconfitto Arthur Reymond e Luca Sanchez con il punteggio di 3–6, 7–6(5), [16–14].

## Teste di serie
1. David Stevenson /  Matěj Vocel (quarti di finale)
2. Matías Soto /  Federico Zeballos (campioni)

1. Johannes Ingildsen /  Tiago Pereira (primo turno)
2. Arthur Reymond /  Luca Sanchez (finale)

## Wildcard
1. John Echeverria /  Iñaki Montes de la Torre (primo turno)

1. Rafael Jódar /  Alejo Sánchez Quílez (ritirati)

## Alternate
1. Iván Marrero Curbelo /  Augusto Virgili (primo turno)

## Tabellone

### Legenda
| - Q = Qualificato - WC = Wild card - LL = Lucky loser | - ALT = Alternate - SE = Special Exempt - PR = Protected Ranking | - w/o = Walkover - r = Ritirato - d = Squalificato |

|  | Primo turno | Primo turno                       | Primo turno                       | Primo turno | Primo turno |  |  | Quarti di finale | Quarti di finale     | Quarti di finale     | Quarti di finale    | Quarti di finale  |   |      | Semifinali | Semifinali                  | Semifinali      | Semifinali                    | Semifinali |   |      | Finale | Finale | Finale | Finale | Finale |  |
|  |             |                                   |                                   |             |             |  |  |                  |                      |                      |                     |                   |   |      |            |                             |                 |                               |            |   |      |        |        |        |        |        |  |
|  | 1           | D Stevenson M Vocel               | D Stevenson M Vocel               | 6           | 7           |  |  |                  |                      |                      |                     |                   |   |      |            |                             |                 |                               |            |   |      |        |        |        |        |        |  |
|  |             | E Butvilas A Shelbayh             | E Butvilas A Shelbayh             | 4           | 63          |  |  | 1                | D Stevenson M Vocel  | 67                   | 7                   | [8]               |   |      |            |                             |                 |                               |            |   |      |        |        |        |        |        |  |
|  |             | D Poljak A Wang                   | D Poljak A Wang                   | 3           | 4           |  |  |                  | M Alves A Bouquier   | 79                   | 5                   | [10]              |   |      |            |                             |                 |                               |            |   |      |        |        |        |        |        |  |
|  |             | M Alves A Bouquier                | M Alves A Bouquier                | 6           | 6           |  |  |                  |                      |                      |                     |                   |   |      |            | M Alves A Bouquier          | 4               | 6                             | [9]        |   |      |        |        |        |        |        |  |
|  | 4           | A Reymond L Sanchez               | A Reymond L Sanchez               | 6           | 6           |  |  |                  |                      | 4                    | A Reymond L Sanchez | 6                 | 4 | [11] |            |                             |                 |                               |            |   |      |        |        |        |        |        |  |
|  |             | N Álvarez Varona A Barroso Campos | N Álvarez Varona A Barroso Campos | 3           | 2           |  |  | 4                | A Reymond L Sanchez  | A Reymond L Sanchez  | 7                   | 6                 |   |      |            |                             |                 |                               |            |   |      |        |        |        |        |        |  |
|  |             | R Bertrand A Kalyanpur            | R Bertrand A Kalyanpur            | 4           | 3           |  |  |                  | C Chidekh R Stepanov | C Chidekh R Stepanov | 62                  | 4                 |   |      |            |                             |                 |                               |            |   |      |        |        |        |        |        |  |
|  |             | C Chidekh R Stepanov              | C Chidekh R Stepanov              | 6           | 6           |  |  |                  |                      |                      |                     |                   |   |      | 4          | Arthur Reymond Luca Sanchez | 6               | 65                            | [14]       |   |      |        |        |        |        |        |  |
|  |             | B Arias I Carou                   | B Arias I Carou                   | 6           | 7           |  |  |                  |                      |                      |                     |                   |   |      |            |                             | 2               | Matías Soto Federico Zeballos | 3          | 7 | [16] |        |        |        |        |        |  |
|  | WC          | J Echeverria I Montes de la Torre | J Echeverria I Montes de la Torre | 4           | 64          |  |  |                  | B Arias I Carou      | 6                    | 6                   | [10]              |   |      |            |                             |                 |                               |            |   |      |        |        |        |        |        |  |
|  |             | FC Alcantara F Sun                | FC Alcantara F Sun                | 6           | 7           |  |  |                  | FC Alcantara F Sun   | 2                    | 78                  | [7]               |   |      |            |                             |                 |                               |            |   |      |        |        |        |        |        |  |
|  | 3           | J Ingildsen T Pereira             | J Ingildsen T Pereira             | 4           | 64          |  |  |                  |                      |                      |                     |                   |   |      |            | B Arias I Carou             | B Arias I Carou | 3                             | 2          |   |      |        |        |        |        |        |  |
|  |             | J Cui K Sultanov                  | J Cui K Sultanov                  | 6           | 6           |  |  |                  |                      | 2                    | M Soto F Zeballos   | M Soto F Zeballos | 6 | 6    |            |                             |                 |                               |            |   |      |        |        |        |        |        |  |
|  | Alt         | I Marrero Curbelo A Virgili       | I Marrero Curbelo A Virgili       | 3           | 3           |  |  |                  | J Cui K Sultanov     | 7                    | 3                   | [10]              |   |      |            |                             |                 |                               |            |   |      |        |        |        |        |        |  |
|  |             | A Bakshi S Purtseladze            | A Bakshi S Purtseladze            | 1           | 4           |  |  | 2                | M Soto F Zeballos    | 65                   | 6                   | [12]              |   |      |            |                             |                 |                               |            |   |      |        |        |        |        |        |  |
|  | 2           | M Soto F Zeballos                 | M Soto F Zeballos                 | 6           | 6           |  |  |                  |                      |                      |                     |                   |   |      |            |                             |                 |                               |            |   |      |        |        |        |        |        |  |